# علم الإنسالية الحسية
يُعد علم الإنسالية الحسية علمًا متعدد التخصصات يجمع بين علم الإنسالية والعلوم العصبية. ويبحث هذا العلم في إستراتيجيات التحكم في الإنسان الآلي الذي يتم تحفيزه بيولوجيًا، مع التركيز على عمليات الإدراك الحسي بدلاً من عمليات الاستعراف، وبالتالي فهي تؤيد وجهة نظر جيه جيه جيبسون ضد نظرية نقص الحافز.
ويمكن استخدام العبارة التالية كتعريفٍ لهذا العلم، وهي عبارة وردت على لسان كلٍ من إتش بولتهوف وسي والرافين وإم جيز في الفصل 64 من كتاب دليل سبرنجر في الإنسان الآلي (The Springer Handbook of Robotics) الذي قام بتحريره كلٌ من بي سيسليانو وأوه خطيب وأصدرته دار نشر سبرنجر عام 2007م:

وسنقوم فيما يلي بتطبيق مصطلح علم الإنسالية الحسية للدلالة على تصميم الروبوتات استنادًا إلى المبادئ المُسْتَمَدَّة من الإدراك الحسي للإنسان على كافة مستويات الإدراك الثلاثة من منظور العالم ديفيد مار. وهذا يشمل الإدراك من ناحية الدوائر العصبية المحددة فضلاً عن نقل إستراتيجيات مستوحاة بيولوجيًا وأكثر تجريدًا من أجل حل المشكلات الحسابية ذات الصلة.